# J.M. Barrie
James Matthew Barrie, 1:e baronet, född 9 maj 1860 i Kirriemuir, Angus, död 19 juni 1937 i London, var en brittisk (skotsk) författare och dramatiker, för eftervärlden känd som Peter Pans skapare.
Barrie började sin bana som tidningsman och arbetade flitigt som sådan i ett flertal tidningar och tidskrifter. Hans första böcker bär tydliga spår av detta och är väsentligen hoparbetade serier av tidningsartiklar. Han hittar likheter med Johan Davidsons prosaberättelser. Senare slog han sig in på området som skotsk folklivsskildrare i romanerna Auld licht idylls (1888), A window in Thrums (1889) och The little minister (1891). Han blev inom denna genre grundare av Kailyard school, en grupp författare med samma litterära inriktning.
Senare sökte han sig till dramatiken, och skapade då bland annat sitt senare vittberömda rollfigur Peter Pan. Flera av figurerna i pjäsen Peter Pan (1904) baseras på vänner till författaren. Av hans övriga pjäser uppfördes bland annat komedin Kärlekens genvägar (Alice Sit-by-the-Fire) på Oscarsteatern 1929.
1929 donerade Barrie rättigheterna till Peter Pan och framtida inkomster från denna till barnsjukhuset Great Ormond Street Hospital i London. Gåvan blev av ännu större betydelse för sjukhuset när Walt Disney Studios 1953 baserade en tecknad långfilm på Peter Pan.
År 1937 avled Barrie. Han ligger begravd i sin födelseby Kirriemuir, bredvid sina föräldrar, sin bror och sin syster.
Filmen Finding Neverland från 2004, med Johnny Depp i huvudrollen, handlar om Barries liv.